# Azatioprin
Azatioprín je predzdravilo, ki se v organizmu pretvarja v merkaptopurin, citostatik z imunosupresivnim učinkom. Uporablja se med drugim za zdravljenje revmatoidnega artritisa, crohnovi bolezni, ulcerativnem kolitisu in po presaditvi organov za preprečevanje zavračanja presadka. Uporablja se z zaužitjem (peroralno) in redkeje intravensko.
Med pogostimi neželenimi učinki azatioprina sta zaviranje kostnega mozga in bruhanje. Do zaviranja kostnega mozga pride posebej pogosto pri ljudeh z genetsko pogojenim pomanjkanjem encima tiopurine S-metiltransferaza. Hud neželeni učinek je tudi povečano tveganje za pojav limfoma. Pri uporabi med nosečnostjo lahko škoduje plodu. Azatioprin je purinski analog in spada med učinkovine iz skupine antimetabolitov. Zavira sintezo purinov in s tem sintezo DNK in RNK v celicah.
Azatioprin so prvič sintetizirali leta 1957. Uvrščen je na seznam osnovnih zdravil Svetovne zdravstvene organizacije, torej med najpomembnejša učinkovita in varna zdravila, potrebna za normalno zagotavljanje zdravstvene oskrbe.

## Uporaba
Azatioprin se uporablja v kombinaciji z drugimi imunosupresivnimi zdravili za preprečevanje zavrnitve presadka pri bolnikih, ki so prejeli presadek ledvic, jeter, srca, pljuč ali trebušne slinavke.
Samostojno ali v kombinaciji z drugimi zdravili se uporablja pri različnih avtoimunskih boleznih, na primer pri:
- crohnovi bolezni in ulceroznem kolitisu,
- revmatoidnem artritisu,
- sistemskem eritematoznem lupusu,
- mehurjevki (pemfigusu),
- behçetovi bolezni in drugih oblikah vaskulitisa,
- avtoimunskem hepatitisu,
- atopičnem dermatitisu,
- miasteniji gravis,
- nevromielitisu vidnega živca,
- restriktivni pljučni bolezni,
- multipli sklerozi[8] ...